# Grammoptera viridipennis
Grammoptera viridipennis là một loài bọ cánh cứng trong họ Cerambycidae.